# 10th Anniversary Album -Trajectory-
『10th Anniversary Album -Trajectory-』（テンスアニバーサリーアルバム -トラジェクトリー-）は、Machicoのベスト・アルバム。2022年7月20日に日本コロムビアから発売。

## 概要
アルバムタイトルが示すように、Machicoのアーティストデビュー10周年を記念して制作することが2022年1月10日に発表、5月16日にはアルバムタイトルが、6月10日には収録曲が発表された。
「Trajectory（軌跡）」とタイトルにあるように、10年間で発表してきた楽曲の中から厳選した17曲が選ばれており、現在所属する日本コロムビアからだけでなく、その前に所属していたジェネオン・ユニバーサル・エンターテイメントジャパンとMastard Recordsから発表した楽曲も収録されている。選曲に当たってはアニメのタイアップ曲を中心に過去に発売したアルバムからも1曲ずつ収録。Machicoは「最近Machicoのことを知った方も「この曲いいな。なんていうアルバムに入っているんだろう？　じゃあほかの曲も聴いてみよう」という窓口になったらいいなという思いがあったので、そういう意図で選曲しています」と語っており、自身が作詞した曲や活動初期からライブで心の支えになった曲が優先して選ばれている。
さらに10周年記念楽曲として、Machicoがファンであるシドのベーシスト、明希が楽曲提供した「Shall we…?」を新たに制作し収録。もともとは10周年記念曲を作りたいという希望からベストアルバムとしての企画が立ち上がり、「節目の年に新曲を作るとしたら自身の音楽の基盤となった人物に作ってもらいたい」と、明希に依頼したところ快諾を得られ、楽曲提供だけでなくレコーディングディレクション、ベース演奏でも参加している。今までにない大人っぽいジャジーな感じの楽曲となっており、作詞はMachicoが自ら手がけ、自身も「「こんな歌詞書けるんだ」って、自分でも驚きました。今までの自分の感覚だったら書けないような歌詞が書けたと思います」と語っている。
通常盤の他に「Shall we…?」を含むこれまで発表されたミュージックビデオを収録したBlu-ray Discが付属した初回限定盤もリリースされている。一方でデジタル配信ではコロムビアからリリースした楽曲12曲のみに絞った「Another Edition」としてリリースされており、さらにmoraではまとめ買い購入者特典としてハイレゾ音源によるMachicoの耳元ボイスがプレゼントされる。

## 収録楽曲
| ★の楽曲は「Another Edition」での未配信楽曲 | |                               |                           |                           |       |
| #                                          | タイトル | 作詞                          | 作曲                      | 編曲                      | 時間  |
| 1.                                         | 「Magical Happy Show!」(★ 1stシングル、ゲーム『すぴぱら - Alice the magical conductor.』メインテーマソング) | 酒井伸和                      | 天門                      | 天門                      | 4:37  |
| 2.                                         | 「青春オーバードライブ」(★ 2ndアルバム『COLORSII -RML-』より)                                               | 唐沢美帆                      | あらケン                  | あらケン                  | 3:42  |
| 3.                                         | 「禁断の運命」(★ ゲーム『RE:VICE[D]』挿入歌)                                                                | トベタ・バジュン              | 中村祐介                  | 中村祐介                  | 4:42  |
| 4.                                         | 「星屑プリンス」(★ 3rdアルバム『Ambitious*』より)                                                           | Machico                       | エンドウ.（GEEKS）        | エンドウ. （GEEKS）       | 4:16  |
| 5.                                         | 「花音」(★ 3rdアルバム『Ambitious*』より)                                                                   | Machico                       | 水口浩次                  | 水口浩次                  | 6:06  |
| 6.                                         | 「fantastic dreamer」(2ndシングル、テレビアニメ『この素晴らしい世界に祝福を!』OPテーマ)                     | 園田智也                      | 園田智也                  | 園田智也                  | 4:04  |
| 7.                                         | 「勇気のつばさ」(3rdシングル、テレビアニメ『12歳。〜ちっちゃなムネのトキメキ〜』セカンドシーズンEDテーマ)   | 柚木美祐                      | 池毅                      | 岩﨑元是                  | 4:42  |
| 8.                                         | 「TOMORROW」(4thシングル、テレビアニメ『この素晴らしい世界に祝福を！2』OPテーマ)                            | 桜アス恵（TRYTONELABO）       | 岡野裕次郎（TRYTONELABO） | 岡野裕次郎（TRYTONELABO） | 4:36  |
| 9.                                         | 「ココロメロディー」(4thアルバム『SOL』より)                                                                | Machico                       | 園田智也                  | 園田智也                  | 4:56  |
| 10.                                        | 「紅花火」(4thアルバム『SOL』より)                                                                          | 森由里子                      | 内海孝彰（TRYTONELABO）   | 内海孝彰（TRYTONELABO）   | 4:40  |
| 11.                                        | 「コレカラ」(5thシングル、テレビアニメ『りゅうおうのおしごと!』OPテーマ)                                    | 森由里子                      | 馬渕直純                  | 馬渕直純                  | 3:38  |
| 12.                                        | 「1ミリ Symphony」(7thシングル、劇場アニメ『この素晴らしい世界に祝福を！紅伝説』テーマソング)               | 高橋久美子、多保孝一          | 多保孝一、UTA             | 多保孝一、UTA             | 4:26  |
| 13.                                        | 「ピンクトルマリン」(5thアルバム『マチビトサガシ』より)                                                     | Machico                       | 八王子P                   | 八王子P                   | 3:45  |
| 14.                                        | 「Everlasting Glory」(5thアルバム『マチビトサガシ』より)                                                    | Sally#Cinnamon（Heavenstamp） | 多保孝一、D&H             | 多保孝一、D&H             | 3:56  |
| 15.                                        | 「ENISHI」(8thシングル、テレビアニメ『幻想三國誌 -天元霊心記-』OPテーマ)                                    | ミズノゲンキ                  | 睦月周平                  | 睦月周平                  | 4:15  |
| 16.                                        | 「Happy Magic」(ゲーム『この素晴らしい世界に祝福を！ファンタスティックデイズ』主題歌)                       | 佐藤厚仁（Dream Monster）     | 佐藤厚仁（Dream Monster） | 佐藤厚仁（Dream Monster） | 4:16  |
| 17.                                        | 「ミライロケット」(★ 2ndアルバム『COLORSII -RML-』より)                                                     | Machico                       | 岩瀬聡志                  | 岩瀬聡志                  | 4:33  |
| 18.                                        | 「Shall we…?」(アーティストデビュー10周年記念楽曲)                                                          | Machico                       | 御恵明希（シド）          | 御恵明希（シド）          | 3:51  |
| 合計時間:                                  | 合計時間:                                                                                                   | 合計時間:                     | 合計時間:                 | 合計時間:                 | 79:01 |

| #   | タイトル                          | 作詞 | 作曲・編曲 |
| --- | --------------------------------- | ---- | ---------- |
| 1.  | 「fantastic dreamer Music Video」 |      |            |
| 2.  | 「勇気のつばさ Music Video」      |      |            |
| 3.  | 「TOMORROW Music Video」          |      |            |
| 4.  | 「OVER HEAT Music Video」         |      |            |
| 5.  | 「コレカラ Music Video」          |      |            |
| 6.  | 「1ミリ Symphony Music Video」    |      |            |
| 7.  | 「Everlasting Glory Music Video」 |      |            |
| 8.  | 「ENISHI Lyric Video」            |      |            |
| 9.  | 「Shall we…? Music Video」        |      |            |
| 10. | 「Shall we…? メイキング映像」     |      |            |